# Jean Ntoutoume Ngoua
Jean Ntoutoume Ngoua, né le 27 juin 1945 à Libreville, est un homme d'affaires et homme politique gabonais. Issu de l'ethnie Fang, il est originaire de la province de l'Estuaire.

## Biographie

### Enfance, formation et débuts
Il est le frère cadet de Joseph Ngoua, Haut dignitaire et ancien ministre (Défense, Affaires étrangères) sous Léon Mba,.

### Carrière
En 1989, à la suite d'Éloi Chambrier, il prend les rênes de la Confédération nationale du patronat gabonais pour cinq ans. À ce titre, il participe activement à la Conférence nationale de 1990 qui a ouvert la voie au multipartisme. Reconnu pour son dynamisme dans le monde de la microfinance, il se présente à l'élection présidentielle anticipée du 30 août 2009 comme candidat indépendant. Lors de cette élection, il milite avec plusieurs autres candidats pour une « candidature unique d'action républicaine ». Il finit par se rallier à la candidature de l'ancien ministre de l'intérieur André Mba Obame. En février 2010, il participe à la création de l'Union Nationale, grand parti d'opposition résultant de la fusion de plusieurs partis et groupes politiques. Il s'agit du notamment MAD de Pierre Claver Zeng Ebome avec Jean Eyeghe Ndong, du RNR de Gerard Ella Nguema avec Jean Ntoutoume Ngoua et de l'UGDD de Zacharie Myboto avec Paulette Missambo, Casimir Oye Mba et André Mba Obame. Il est l'un des Vice-président statutaire du parti en sa qualité de membre-fondateur.